# Eisothistos poseidon
Eisothistos poseidon is een pissebed uit de familie Expanathuridae. De wetenschappelijke naam van de soort is voor het eerst geldig gepubliceerd in 2002 door Knight-Jones & Knight-Jones.